# Abdelhak Kherbache
Abdelhak Kherbache (arab. خرباش عبد الحق; ur. 25 czerwca 1995) – algierski zapaśnik walczący w stylu wolnym. Olimpijczyk z Tokio 2020, gdzie zajął szesnaste miejsce w kategorii 57 kg. Jedenasty na mistrzostwach świata w 2019 roku. 
Triumfator igrzysk afrykańskich w 2019 i trzeci w 2015. Mistrz igrzysk panarabskich w 2023. Dziewięciokrotnie na podium mistrzostw Afryki w latach 2014 – 2024. Dwudziesty w indywidualnym Pucharze Świata w 2020. Zajął piąte miejsce na igrzyskach śródziemnomorskich w 2022. Dziesiąty na igrzyskach wojskowych w 2019. Brązowy medalista wojskowych MŚ w 2021. Wicemistrz arabski w 2013 i śródziemnomorski w 2018 roku.